# Gagarinova vojenská letecká akademie
Gagarinova vojenská letecká akademie (rusky Военно-воздушная академия имени Ю. А. Гагарина) byla sovětská, poté ruská, vojenská vysoká škola umístěná v Moninu u Moskvy. Vznikla v roce 1940 vydělením částí Žukovského akademie. Zanikla roku 2008, kdy byla s moskevskou Žukovského akademií sloučena v „Žukovského a Gagarinovu vojenskou leteckou inženýrskou akademii“. Sloučená akademie také sídlila v Moninu, ale už roku 2011 byla začleněna do Vojenské letecké inženýrské univerzity ve Voroněži, současně přejmenované na Žukovského a Gagarinovu vojenskou leteckou akademii.

## Účel
Gagarinova akademie byla jedním z vůdčích vojenských škol připravujících důstojníky Sovětského letectva, resp. po rozpadu Sovětského svazu Vojenských vzdušných sil Ruské federace. Absolventi akademie sloužili jako velitelé a náčelníci štábů svazků vojenského letectva, týlových a radiotechnických útvarů, starších navigačních důstojníků leteckých útvarů, důstojníků štábů leteckých svazů.
Mezi absolventy bylo na 700 Hrdinů Sovětského svazu, včetně trojnásobného hrdiny Ivana Nikitoviče Kožeduba a 39 dvojnásobných hrdinů, desítka kosmonautů a i několik zahraničních kosmonautů – Pham Tuan, Sigmund Jähn a Vladimír Remek. Prošlo jí na 2000 zahraničních důstojníků z 21 zemí.

## Historie
Vznikla jako „Vojenská akademie velitelského a navigátorského sboru letectva Rudé armády“ (rusky Военная академия командного и штурманского состава ВВС Красной Армии) v březnu 1940 vydělením kurzů zdokonalování velitelského sboru, operativní, velitelské a navigátorské fakulty z Žukovského akademie. Umístěna byla v Moninu, nevelkém městečku u Moskvy. Roku 1946 byla přejmenována na Vojenskou letecku akademii (rusky Военно-воздушноя академия). Roku 1968 po smrti Jurije Gagarina získala jeho jméno.
Roku 1945 byla akademie vyznamenána Řádem rudého praporu, roku 1968 Řádem Suvorova 1. stupně, má i zahraniční řády.
K roku 1990 se skládala ze dvou základních fakult pro tři velitelsko-štábní, jednu štábní a jednu navigační specializaci; fakultu dálkového studia; fakultu přeškolování a zvyšování kvalifikace velitelského sboru.
V březnu 2008 ruská vláda rozhodla o sloučení Gagarinovy akademie a Žukovského akademie v „Žukovského a Gagarinovu vojenskou leteckou inženýrskou akademii“. Sloučená akademie sídlila v Moninu, s tím, že tam postupně přesídlí z Moskvy bývalá Žukovského akademie. Na podzim 2011 ministerstvo obrany rozhodlo o začlenění akademie do Vojenské letecké inženýrské univerzity (Военный авиационный инженерный университет) ve Voroněži, kterou současně přejmenovalo na Žukovského a Gagarinovu vojenskou leteckou akademii.

## Náčelníci
V čele akademie do druhé poloviny 80. let stáli:
- 1940 – divizní velitel (od 4. června 1940 generálmajor) Zinovij Maximovič Pomerancev
- 1940 – generálporučík Fjodor Konstantinovič Arženuchin
- 1941–1942 – generálmajor Leonid Iljič Naryškin
- 1942–1944 – generálmajor (od 7. srpna 1943 generálporučík) Jakov Stěpanovič Škurin
- 1944–1946 – generálporučík Pjotr Pavlovič Ionov
- 1946–1950 – maršál letectva Fjodor Jakovlevič Falalejev
- 1950–1956 – generálporučík Serafim Alexandrovič Pestov
- 1956–1968 – generálplukovník (od 8. května 1959 maršál letectva) Stěpan Akimovič Krasovskij
- 1968–1973 – maršál letectva Sergej Ignaťjevič Ruděnko
- 1973–1988 – generálplukovník (od 2. listopadu 1981 maršál letectva) Nikolaj Michajlovič Skomorochov

Poté byli náčelníky Gagarinovy vojenské letecká akademie a Žukovského a Gagarinovy vojenské letecké inženýrské akademie:
- 1988–1996 – generálplukovník Boris Fjodorovič Korolkov
- 1996–2002 – generálplukovník Viktor Petrovič Kozlov
- 2002–2007 – generálplukovník Arkadij Nikolajevič Barsukov
- 2007–2009 – generálporučík Vasilij Pavlovič Malaščickij
- 2009–2011 – generálporučík Viktor Georgijevič Byčkov